# 維多利亞州教育證書
維多利亞州教育證書（英語：Victorian Certificate of Education, VCE）是針對在澳洲維多利亞州完成高中11年級和12年級教育的學生頒發的證書，同時也可以在沒有參加最後期末考試的情況下獲得該證書。正常維多利亞州教育證書的學習在兩年內完成，某些情況下會更長。維多利亞州證書教育設立於1987年，代替了原本的高等中學畢業證書（Higher School Certificate）

## 體系
維多利亞州教育證書通常針對在11年級和12年級的維多利亞洲學生，但是一些學校在10年級甚至更早就開始了相關教育。
所有的維多利亞州教育證書課程被劃分成若干單元（大部分課程有4個單元，每個單元需要花費1學期完成學習），每個單元結束會有一些指標（通常有2到3個），每個指標描述了當學生完成相應單元所需了解的知識和技能。學生至少在每年選擇5門課程進修。學科取決於不同的學校。第3/4單元的學科必須按照順序學習，同時第1/2單元的課程可以不按照順序熟悉。學生不需要完成所有單元，這意味著他們可以在11年級和12年級選擇不同的科目。
當一個單元完成時，學生會收到'令人滿意'(S)或者'差強人意'(N)‘的結果。如果一個學生沒有進入高等教育階段學習，令人滿意將是維多利亞州教育證書畢業的必須條件。如果學生願意接受更深教育，則必須符合高等教育统一入学等级。如果想通過维多利亚高等教育统一入学等级則必須完成任何英語課程中的科目的3個單元(至少一門英語教授的必修課)和其他任何科目的六個單元。

### 評估體系
維多利亞州教育證書課程評估體系包括內部（校內）評估和外部評估(由維多利亞州課程與評估機構進行)。在第1/2單元學習過程中，只有外部評估，時常在第3/4單元學習時進行外部外評估。

#### 內部評估
內部評價通過“學校課程評估“和”學校任務評估“進行
“學校課程評估“是內部評價的初級方式，每個維多利亞州教育證書課程必須有一次學校課程評估。學校課程評估是由學校出題，且必須在課堂時間完成的。它可以以短文，報告，考試和研究性學習的方式完成。一些視覺藝術和科技領域的課程一般通過“學校任務評估”進行。“學校任務評估”通常通過一些在學校進行的任務完成。維多利亞州課程與評估機構反對學校課程評估和學校任務評估，因為很難消除任務評估部分的爭議和作弊。

#### 外部評價
外部評價由維多利亞州課程與評估機構出題，針對第3/4單元的學習，以考試的形式進行。年中(6月)測試將針對所有科學類學科，包含會計。年末(十月/十一月)測試將包含所有學科。
所有非英語語言類學科，都會有口試音樂類學科將會以匯演的形式進行，所有的匯演和口試，會在十月上旬進行。

##### 平時成績測試
平時成績測試是維多利亞州教育證書課程外部評價的最基礎的一部分。它是為了避免最後測試成績的偏見和爭議而設立，所有進修維多利亞州教育證書課程第3/4單元學習的學生，都會參加平時成績測試成績。

### 評分體系

#### 課程分數
學生的課程分數滿意程度將以結束第3/4單元學習後的分數(0到50分)衡量，課程分數由維多利亞州課程與評估機構計算。課程分數是一個正態分佈，這意味著30分，則標準差值為7。

##### 進階體系
進階體系將把維多利亞州教育證書的分數調整為高等教育统一入学等级分數，維多利亞州高等教育錄取中心會權衡所有維多利亞州教育證書課程中較難的學科與相對簡單的學科。當科目分數高的時候會降分，當科目分數低的時候會加分。

### 維多利亞州教育證書課程
維多利亞州教育證書課程共有129門課程，囊括人文、科學、科技、藝術以及語言，還有職業類學習。
- 每個學生必須選擇一門英語教育類學科：二外英語、英語、英語文學。英語文學是最難的英語類學科，大約有75%的學生選擇英語。
- 每個學生必須選擇一門數學教育類學科：在第1/2單元學習過程中，學生可以選擇基礎數學、常規數學、或者數學方法。在第3/4單元的學習中學生可以選擇進階數學（實際運用——數據分析和離散數學）、數學方法（主流演算）、專業數學（高等數學）。專業數學的第3/4單元學習中要求同時進修數學方法。

還有一些大學課程供學有餘力的學生學習，通常有墨爾本大學和莫納什大學開設。

## 外部連結
- Victorian Certificate of Education （页面存档备份，存于） - information about the VCE.
- VCE Study Score Archive （页面存档备份，存于） - List of high achieving VCE students from 1998 and 2000-2009